# Helina obscurisquama
Helina obscurisquama este o specie de muște din genul Helina, familia Muscidae. A fost descrisă pentru prima dată de Stein și Becker în anul 1908.
Este endemică în Insulele Canare. Conform Catalogue of Life specia Helina obscurisquama nu are subspecii cunoscute.